# Алмен Абди
Алмен Абди (Призрен, 21. октобар 1986) је бивши швајцарски фудбалер. Играо је на позицији везног играча.
Абди је пореклом из села Небрегоште у Средачкој жупи код Призрена на Косову и Метохији. У изворима се наводи и као Горанац и као Бошњак.

## Успеси
Цирих
- Суперлига Швајцарске (3): 2005/06,[7] 2006/07,[8] 2008/09.[9]
- Куп Швајцарске  (1) : 2004/05.[10]

Појединачни
- Играч сезоне у Вотфорду: 2012/13.[11]